# ساعة ذكية

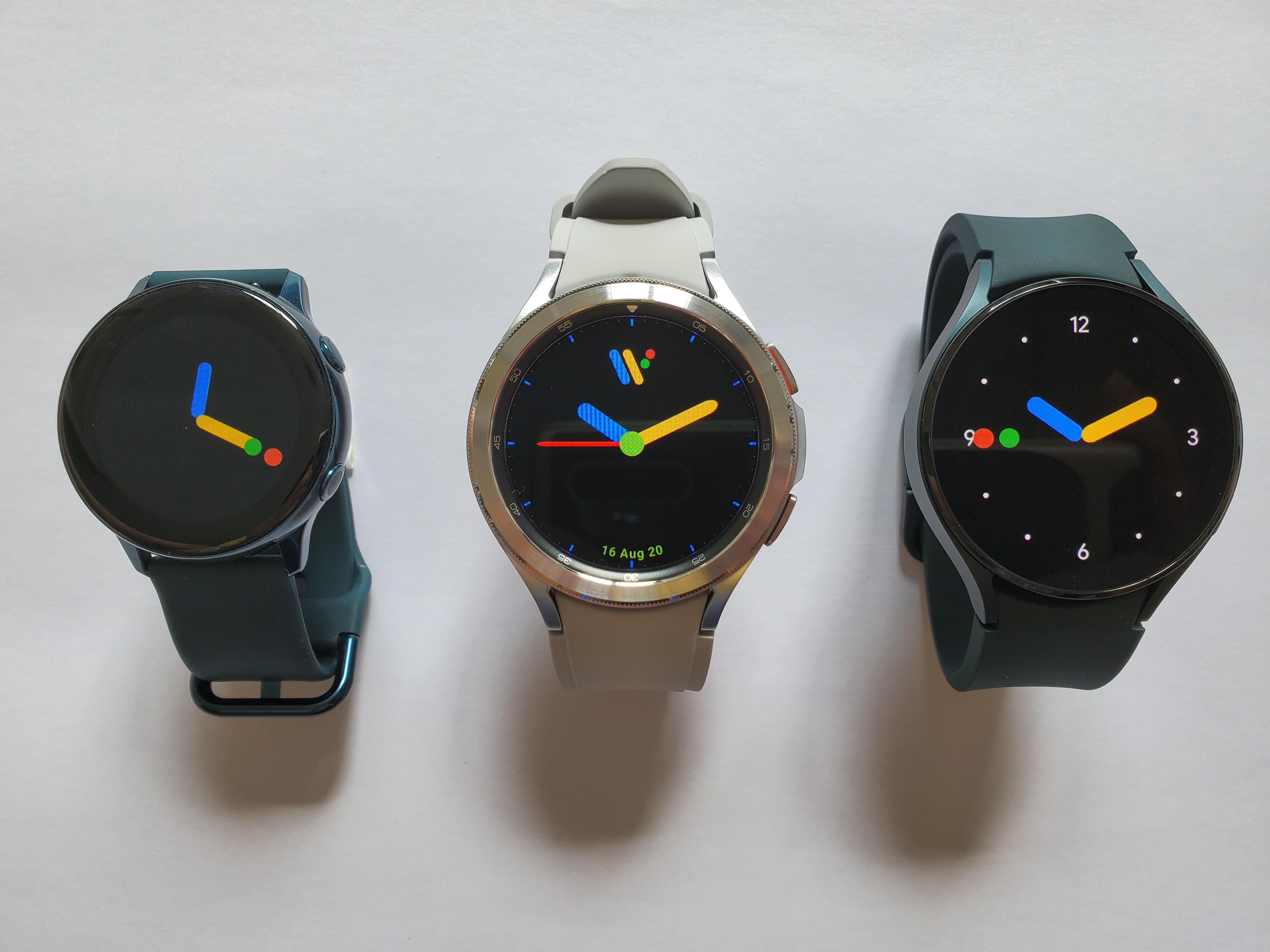

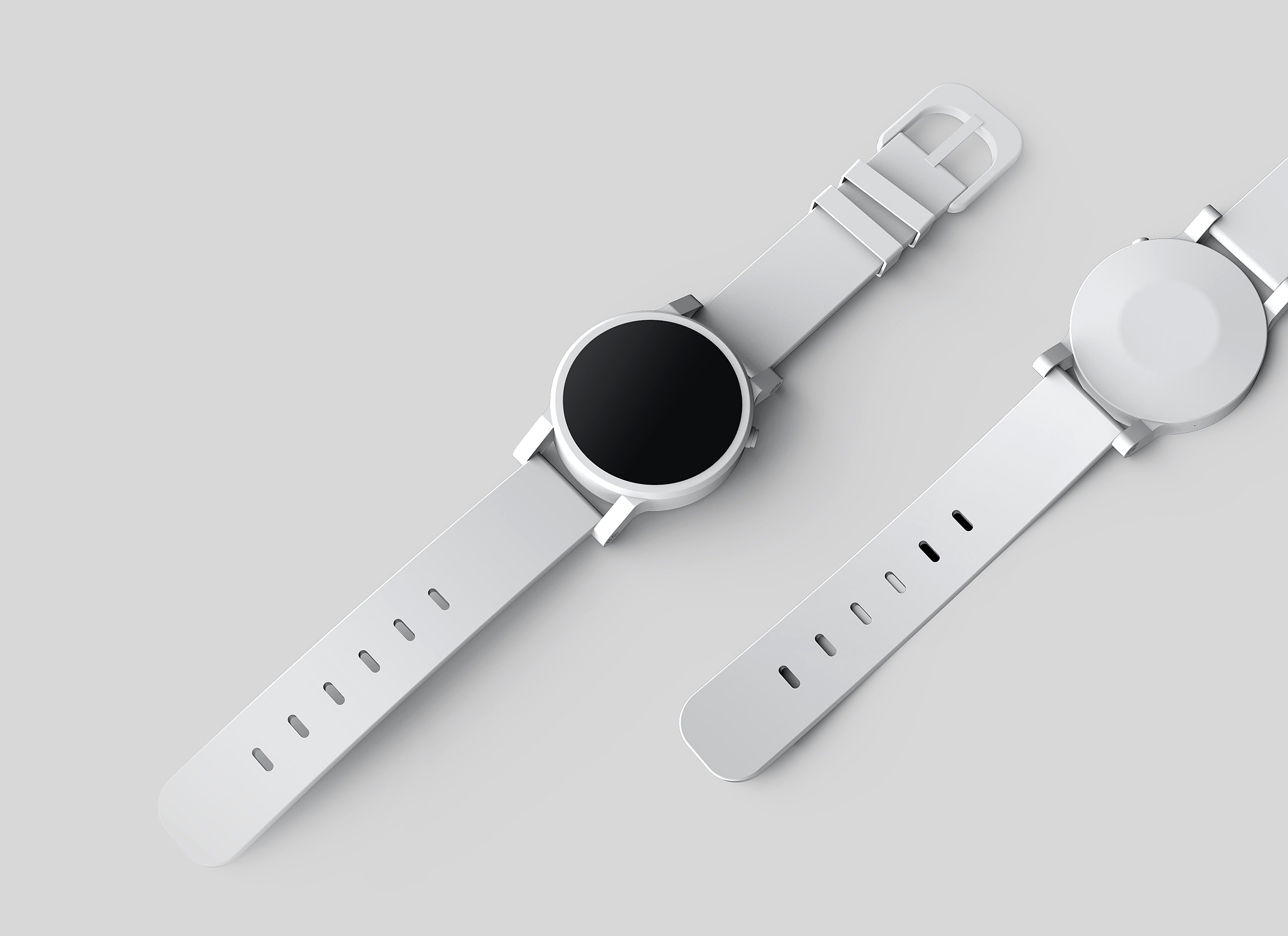
ساعة ذكية.

الساعة الذكية (بالإنجليزية:Smart Watch) هي ساعة يد محوسبة تؤدي أعمالاً أساسية مثل الحسابات والترجمة والألعاب كما تعمل على تشغيل تطبيقات الجوالات كما ان عدد صغير منها يشغل نظام التشغيل للجوالات، وتعمل على تشغيل الراديو fm وملفات تصويرية وسماعية للمستخدم عن طريق البلوتوث ولها خاصية الرد على المكالمات الهاتفية.
بعضاً من هذه الأجهزة تتضمن إمكانيات مثل الكاميرا، الخرائط، البوصلة، آلة حاسبة، شاشة لمس، جوال، نظام الاستشعارعن بعد، عرض الخرائط الجغرافية وسماعات لاسلكية أو مايكروفون أو جهاز روتر.
وهناك نوع يسمى بالساعات الرياضية وتصنع للتدريب، هذا النوع من الساعات يمكن تجميع معلومات من الإستشعار الخارجي أو الداخلي وممكن أن تتحكم في المعلومات وتدعم التكنولوجيا الاسلكية مثل الواي فاي والبلوتوث.

## تطور الساعة الذكية
أول ساعة رقمية صنعت بواسطة شركة «هانيليشن» وسميت باسم ساعة«بولتشار» بواسطة «سيكو» في عام 1997.
D409 هي أول موديل بخاصية لوحة تدخيل البيانات وذاكرة صغيرة جدا 112 رقم وقد تم إصدارها بلون ذهبي وأسود وفضي هذه الموديلات اتبعها الكثير في الثمانينيات.
في عام 1998 استحدث المصمم ستيف مان أول ساعة يد لينوكس التي قدمها في معهد مهندسي الكهرباء والإلكترونيات في 7 فبراير واطلق عليه اسم والد الحوسبة الملبوسة.
في 1999 افتتحت شركة سامسونج أول ساعة يد في العالم SPH-WP10 ، تمتلك هوائي مرتفع، شاشة LCD أحادية اللون، كما تمتلك 90 دقيقة من الوقت للتحدث مع انضمام مكبر الصوت والمايكروفون.
في 7 فبراير 2000 ظهرت أول ساعة ذكية لينوكس قدمها معهد مهندسي الكهرباء والإلكترونيات.
في يونيو 2000 عرضت شركة IBM نموذج مبدئي لساعة اليد التي شغلت لينيكس، الإصدار الجديد يمتلك فقط 6 ساعات لحياة البطارية وتمت توسعتها إلى 12 ساعة، ان من مميزات الساعة أن لها ذاكرة 8MB ثم تطور الجهاز واصبح يحتوي على بصمة حساسة واستشعار متذبذب.
افتتحت IBM بالتعاون مع شركة المواطن الساعة لكي تصنعWatch pad (دفتر الساعة) يتميز بأنه يعرض 3220×240 OVGA وشاشة لمس حساسة ومن مميزاته لديه برامج تقويم، بلوتوث،8MB للذاكرة RAM و 16 MB .
في 2004 أصدرت ميكروسوفت ساعة ذكية «سبوت» وهي من تكنولوجيا الأشياء الشخصية الذكية وتتميز بأن لديها شاشة ذات رؤية أحادية اللون 90 ×126 pixel .
في 2009 افتتحت سامسونغ هاتف S9110 الذي يتميز بأنه 1076 –بوصة وشاشة ملونة LCD و 11098 ميليمتر.
في 2013 قام محلل الجهاز المستهلك«آفي جرين جارت» من شركة البحث العلمي الجاري بالإشارة إلى أنه في عام 2013 ربما هو عام الساعة الذكية على الرغم من أن حصلنا على مكونات صغيرة كافية وزهيدة إلى حدما.
في 5 يوليو 2013 كانت هناك قائمة بشركات كانت تشارك بتطوير نشاطات الساعة الذكية وتتألف هذه الشركات من (توشيبا، ابل، سوني، لينوفا، قوقل، سامسونغ، اتش بي، نوكيا) وحدد الصحفي «كريست اوفرميمس» نقاط ذات صلة بالساعة الذكية في المستقبل:
1-	الحجم المادي للساعة الذكية على الأرجح أنها كبيرة.
2- المشكلة التي تواجه المطورين بإستمرار أن مدة عمل البطارية غير كافية في الساعة الذكية حيث كانت على الأرجح من ثلاثة إلى أربعة أيام واحتمال أن تنخفض إذا تم زيادة الوظائف.
3-	نتيجة الأبحاث عن الساعة الذكية سوف يتم اختراع تقنية عرض جديدة.
4-	لا يمكن التنبؤ بمستوى نجاح النظارة الذكية لأنها قد تحاول تقليد مسار دفتر الملاحظات أو ربما قد تحاول تحقيق هدف مشابه للنظارة قوقل أو أي منتج الكتروني آخر.

## تطبيقات الساعة الذكية
الساعة الرياضية
كان «جوني كونينغهام»، الذي يمارس رياضة الإبحار، سعيدا بامتلاكه ساعة «تيسوت سيلينغ تاتش» الرياضية عندما توجه إلى رحلة إبحار وقال كونينغهام مشيراً إلى ساعته والتي تشتمل على بوصلة ومنبه للتنبيه بسباقات القوارب ومؤقت للعد التنازلي ومؤشرات اتجاه وفقا للأرصاد الجوية ومعلومات خاصة بالمد: لقد أحضرها أحد رجال طاقمي على متن السفينة، وكانت مفيدة للغاية، ولا سيما في تحديد مداخل ومخارج الخلجان كما كانت معلومات المد والبوصلة مفيدتين أيضاً.
ساعة ابل المتوقعه
خلال عام 2014 سيتم طرح ساعة ابل الذكية "CIMB Group"، وستكون بديلاً للمستهلكين عن أجهزة الآيبود.
يتلخص عمل الساعة الذكية في قدرتها على إجراء المكالمات واستقبالها بالاعتماد على الهاتف وتقنية البلوتوث، بالإضافة إلى قدرتها على تشغيل تطبيقات التواصل الاجتماعي والبريد الإلكتروني، كما يمكن استخدامها كمشغل للصوتيات، وفوق ذلك تبدو كإكسسوار أنيق بمذاق تقني.